# Петропавловка (Марий Эл)
 Петропавловка  — деревня в Советском районе Республики Марий Эл. Входит в состав Алексеевского сельского поселения.

## География
Находится в центральной части республики Марий Эл на расстоянии приблизительно 7 км по прямой на запад-юго-запад от районного центра посёлка Советский.

## История
Деревня была основана как починок переселенцами из Большого Акашева (исчезнувшая деревня Медведевского района) в 1917 году. Переезд проходил в Петров день, отсюда название. К 1918 году стало уже 18 дворов, в 1920 году — 20 хозяйств, в 1930 году было 22 хозяйства с населением 112 человек, по национальности русские. За период советской власти национальный состав деревни полностью изменился. В 1983 году в деревне было 28 хозяйств и проживал 101 человек (большинство мари). В 2004 года оставалось 12 дворов. В советское время работал колхоз «Искра», ГПЗ «Алексеевский».

## Население
Население составляло 29 человек (мари 63 %, русские 33 %) в 2002 году, 34 в 2010.